# Punta de Mata
Punta de Mata  es una ciudad perteneciente al Estado Monagas, Venezuela y capital del Municipio Ezequiel Zamora. La ciudad se creó a partir de la explotación petrolera en la zona, y actualmente esa es la base de su economía. En los últimos diez años ha sufrido una explosión demográfica por esta industria, y el municipio Ezequiel Zamora ha pasado de tener 50 000 habitantes en 2000 a 100 000 en 2010 y en 2023 se estimaban 77 528 habitantes. Es el segundo centro más poblado después de Maturín y también el segundo más importante en lo económico, político y electoral.

## Geografía

### Ubicación
El Municipio Ezequiel Zamora del Estado Monagas Está ubicado en el Extremo Noroeste del Estado Monagas.
Por el norte: con el Municipio Cedeño en una línea recta desde el rincón de Santa Rita a la Cruz de Rangel.
Por el este: Con el Municipio Cedeño en una línea recta desde la Cruz de Rangel a la cabecera de la quebrada de Arapia, desde allí con el Municipio Maturín por la quebrada de Arapia desde su nacimiento hasta su desembocadura en el río Amana; continúa por este río aguas abajo hasta la desembocadura de la quebrada de masaquita, de allí en línea recta hasta los ejidos del municipio Santa Bárbara en el punto de coordenada UTM(N -1.066.620 y E – 428.420) continúa en línea recta, pasa por el río Queregua, la quebrada los Cañaotes, la quebrada Sunsunes, el río Mapirito hasta el punto de Coordenada UTM(N – 1.050.600 y E – 425.400)en el río Tonoro.
Por el sur: Linda con el Municipio Aguasay y desde el punto de coordenada UTM (N – 1.050.600 y E – 428.400), en el río Tonoro, se sigue aguas arriba hasta las bocas de Tácata.
Por el oeste: Con el Municipio Cedeño, desde las Bocas de Tácata hasta el Rincón de Santa Rita, punta de Partida.

### Clima
La zona presenta un clima cálido tropical, caracterizado por temperaturas elevadas durante la mayor parte del año. La temperatura promedio anual es de aproximadamente 30 °C, con mínimas cercanas a los 20 °C y máximas absolutas que alcanzan los 37 °C en marzo y los 39 °C en abril, los meses más calurosos del año.
El régimen pluviométrico se divide en dos estaciones bien definidas: una temporada seca que se extiende desde enero hasta abril, y una temporada lluviosa con mayor concentración de precipitaciones en los meses de junio y septiembre. La pluviosidad anual varía entre 120 mm y 160 mm, lo que ubica a la región dentro de un patrón de lluvias moderadas.
El clima está influenciado por los vientos alisios del noreste, que soplan con baja velocidad promedio y una dirección predominante de noreste a suroeste, contribuyendo a la estabilidad térmica y a la distribución estacional de las lluvias.

### Vegetación
Es de bosque seco tropical, con dominio de la formación vegetal sabana abierta, la misma se presenta interrumpida por morichales o bosques de galería. Son características como formación de la sabana abierta el mohoso, el guatacare, la peluda, el punteral, la fruta de burro, el yaque y el mastranto..

## Historia
El 15 de noviembre de 1940 es la fecha de su inicio poblacional. El 28 de diciembre de ese mismo año se hizo la perforación del primer pozo petrolero en esa zona. El origen del nombre “Punta de Mata” se debe a un árbol de higuerón que estuvo ubicado en las cercanías. Era de una altura superior a lo normal y su punta podía verse desde muy lejos. Los primeros pobladores de la zona lo utilizaban como punto de referencia, ya que no existían otros como calles o casas. Ellos decían: "nos encontramos debajo del árbol grande, allá donde se ve su copa, donde se ve la Punta de la Mata grande, ahí nos veremos..."; de allí el nombre “Punta de Mata”.
En septiembre de 2022, se inauguró la Casa de la Mujer Zamorana por iniciativa de Rosa Millán.

## Población
Punta de Mata cuenta con más 150 000 habitantes divididos en los diferentes sectores de la localidad, y mantiene un ritmo de crecimiento poblacional del 15,0 % anual, el cual es el más elevado del estado y uno de los 9 más elevados de Venezuela, esto se puede apreciar fácilmente ya que es una ciudad joven que con apenas 82 años de fundada, se ha convertido en una de las localidades más importantes de la Región Nor-Oriental.

## Infraestructura

### Transporte
Punta de Mata se comunica por el oeste con la ciudad de Puerto La Cruz y por el este con Maturín, además Punta de Mata cuenta con un terminal de transporte terrestre y aeropuerto.

### Salud
La ciudad cuenta con varios centros de salud, entre lo que se puede mencionar al Hospital Tipo I “Dr. Luis Rafael González Espinoza”, es un centro de salud fundado en 1995. También esta el CDI Los Kariñas del Área de Salud Integral Comunitaria (Asic) Ezequiel Zamora.

### Medios de comunicación

#### Estaciones de Radio
- Jeomar 105.1 FM
- Santa Bárbara Stereo 101.1 FM
- Arca 93.3 FM
- Real Stereo 92.9 FM
- Peregrina Radio 93.9 FM
- Luminares 103.5 FM
- Shirichu 98.5 FM (actualmente cerrada)
- O Stereo 99.7 FM (cerrada por decisión de la alcaldía)
- Fimar Stereo 90.5 FM
- La Tejereña 104.1 FM

#### Canales de televisión
- Peregrina Televisión canal 4 de multicanal
- Punta de Mata Televisión. Vía Youtube.

## Educación
La ciudad tiene varios centros educativo que cubre las diferentes etapas de educación.
Educación primaria
- Escuela Básica Juan Josè Landaeta
- Escuela Bolivariana Doña Menca de Leoni
- Escuela Bolivariana 19 de Abril
- Escuela Bolivariana Alberto Ravell
- Escuela Bolivariana Virgen del Valle
- Escuela Bolivariana Las Parcelas
- Escuela Bolivariana Centurión
- Escuela Bolivarina Francisco de Miranda
- Escuela Bolivariana Potrero
- Centro de Educación Integral (CEI) “Rafael Villavicencio”, incluye etapa preescolar.[5]
- Escuela Privada Nuestra Señora de Lourdes
- Escuela Pública para niños con capacidades diversas "Josefa Camejo"
- Escuela Básica Nicolás Aranguren
- Escuela Básica Bolivariana "ILAPECA"
- Escuela Básica Privada "Concepción Mariño"
- Unidad Educativa Privada "Cayetano Farías"

Educación secundaria
- Liceo Nacional José Gregorio Monagas
- Liceo Nacional Ezequiel Zamora
- Liceo Nacional Rafael Urdaneta
- Liceo Privado Santa Patrona
- Liceo Nacional Virgen del Valle
- Liceo Privado Jesús de Nazaret
- Liceo Privado Punta de Mata
- Unidad Educativa "General Diego Ibarra"
- Complejo Educativo “Punta de Mata”[6]
- Unidad Educativa “Santa Bárbara Pdvsa”

Educación superior
- Universidad Nacional Abierta (UNA)
- Universidad Politécnica Territorial del Norte de Monagas "Ludovico Silva"
- Instituto Militar Universitario de Tecnología de la Guardia Nacional (IMUGNPM).
- Misión Sucre

Escuela Especial
- E.B.D.F.I Josefa Camejo

## Deportes

### Instalaciones deportivas
- Estadio de Fútbol "Campo Rojo".
- Estadio de Béisbol "Adanilda Martínez".

### Equipos deportivos
En el básquet el equipo más importante de Punta de Mata es Halcones de Zamora, presente en diferentes categorías como sub-10, 12 y 15.

## Economía
Se destaca la actividad petrolera. La misma se ubica fundamentalmente en los sectores Sur, Este, y Oeste del municipio. Así mismo, son muy importantes las actividades de ganadería semi-intensiva con agricultura de cultivos anuales mecanizados, (cereales, leguminosas y oleaginosas), sin embargo esta actividad actualmente está siendo mermada por el impacto de la explotación petrolera.
En la última década del siglo XX Punta de Mata atrajo una importante migración extranjera provenientes mayoritariamente de Asia, Latinoamérica y Europa. Específicamente de países como: China, Colombia, Turquía, Líbano, Italia, Portugal y Arabia Saudita.
En el centro de la ciudad un 79% de los comercios y establecimientos en general son de comerciantes extranjeros, lo que mantiene un dinámico crecimiento de la economía de la ciudad.
La economía de la ciudad es a base principalmente del petróleo, el área comercial e industrial. En octubre de 2023, se trató de restaurar el Mercado Municipal de Punta de Mata.

### Centros Comerciales
Actualmente cuenta con los Siguientes:
- C.C. Júpiter
- C.C. San Miguel
- C.C. Revolución (c.c. para los antiguos buhoneros que trabajaban en el centro de la ciudad)
- C.C. Lanya

## Turismo
Ofrece paisajes de gran valor paisajístico para su uso recreativo y turístico como, el Parque Las Garzas, los Balnearios Caño Amarillo, Queregua, Laguna de Musipán, Morichal de Campo Ajuro. Igualmente cuenta con patrimonios histórico-artístico-culturales como el centro cultural Augusto Camino y la Casa de la Cultura «Don Andrés Bello». También posee el Parque Ferial de Punta de Mata destinado para actividades culturales y deportivas, compuesto por la Manga de Coleo «Pedro Hernández» y una concha acústica.

### Hoteles
Punta de Mata ya que solo es una ciudad comercial y muy poco turística cuenta con una reducida capacidad hotelera, los más conocidos son:
- 292 Suites Hotel Residencia
- Montana Suites
- Hotel Virgen del Valle
- Hotel Royal Suite
- Hotel Cómplice
- Posadas Jireh
- Hotel Sol y Luna
- Hotel La Fortaleza I y II
- hotel tornero

### Sitios de interés
- Monumento a la Virgen del Valle. Monumento a la Virgen del Valle. (Crucero de la virgen).
- Plaza Bolívar.

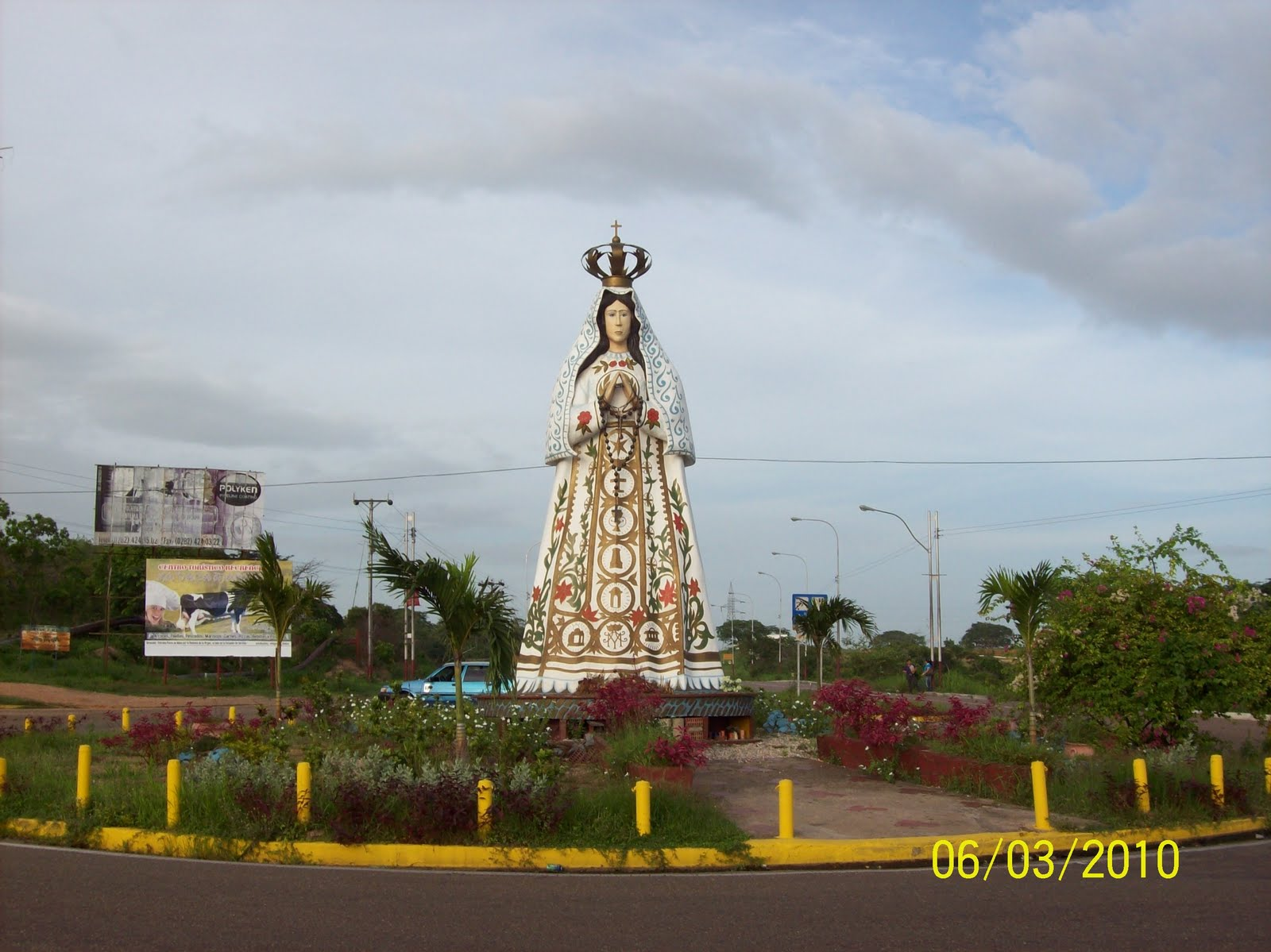
Monumento a la Virgen del Valle. (Crucero de la virgen).

- Redoma de la Bandera, frente a la Escuela de Guardias Nacionales (Esguarnac).[10]

- Plaza Miranda.

- Plaza del Estudiante.
- Bazar de la Revolución.
- Parque Canaima, sector Canaima.
- Manantial "el Chorrito".

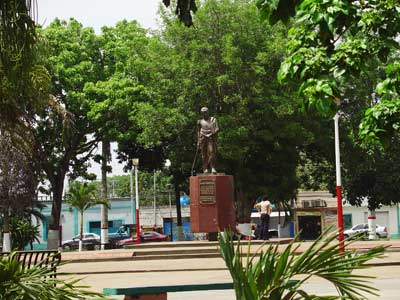
Plaza Bolívar de Punta de Mata

- Templo Masónico de la Resp. Logia Armonía 110.
- Centro Cultural Augusto José Camino.
- Casa de la Cultura de Punta de Mata, inaugurada en 1997.
- Población de la Dominga (la misma vía del aeropuerto).
- Aeródromo de PDVSA (también ubicado aquí 524 Área de Defensa Integral "Chaima").
- Iglesia Apóstolica "Piedra Viva".
- Iglesia Cristiana ¨Casa De Libertad*
- Iglesia "Arca de Salvación".
- Centro Turístico "La Vaca Mariposa".
- Iglesia Parroquial "Santisima Trinidad y Virgen Del Valle".
- Iglesia Pentecostal "Bet-El".
- Iglesia "Paz de Gloria Internacional".
- Primera Iglesia Bautista de Punta de Mata.
- Iglesia de los Santos de los Últimos Días (Templo Mormón)
- Biblioteca Municipal.
- Salón del Reino de los Testigos de Jehová.
- Terminal de Punta de Mata, construido en 1996.
- Iglesia Virgen del Valle, la construcción es de 1952.
- Biblioteca Pública Estela Salazar.

## Cultura

### Idioma
Aunque el idioma castellano es el predilecto en la ciudad y en Venezuela, se trata de impulsar el idioma kariña desde el Centro Cultural Augusto José Camino de Punta de Mata, ya que la ciudad posee varios sectores con una población indígena de esta etnia.

### Festividades
- Festejan el carnaval en un desfile por la avenida Bolívar de la localidad, donde se presentan trajes coloridos, comparsas y carrozas.[12]
- Festividad en honor a la Virgen del Valle: se celebra en el mes de septiembre. Heredera de la tradición de los primeros pobladores, en su mayoría oriundos del estado Nueva Esparta.
- Festividad de la fundación de Punta de Mata: se celebra el 15 de noviembre, según decreto emitido por el Concejo Municipal y de acuerdo a investigaciones realizadas por el Difunto Cronista de la Ciudad Nicolás Aranguren.
- También se realizan diversas actividades en vísperas de Semana Santa, como viacrucis por diversos sectores de la localidad.[13]

## Alcaldes desde 1989
| Período   | Alcalde               | Partido/Alianza    | Notas                                     |
| --------- | --------------------- | ------------------ | ----------------------------------------- |
| 1989-1993 | Miguel López          | Acción Democrática | Su mandato fue revocado en un referéndum. |
| 1993-1996 | Francisco Paco Vietri | Acción Democrática |                                           |
| 1996-2000 | Francisco Paco Vietri | Acción Democrática |                                           |
| 2000-2004 | Antonio Astudillo     | Acción Democrática |                                           |
| 2004-2008 | Ángel Centeno         | MVR                |                                           |
| 2008-2013 | Ángel Centeno         | PSUV               |                                           |
| 2014-2018 | Raúl Brazon           | PSUV               |                                           |
| 2018-2021 | Raúl Brazon           | PSUV               |                                           |
| 2021-2025 | Oscar Cedeño          | PSUV               |                                           |